# Greenholme Beck
Der Greenholme Beck entsteht an der Ostseite des Woodland Fell aus dem Zusammenfluss von drei unbenannten kleinen Flüssen. Der südlichste der drei Zuflüsse entsteht nördlich der Tottlebank Height und fließt in nördlicher Richtung, der mittlere Zufluss entsteht am White Borran und fließt wie der dritte, nördliche Zufluss, der südlich des High Kep entsteht, in östlicher Richtung. Der nördliche Zufluss entsteht dabei aus einer Gabelung des Mere Sike. Westlich der Cockenskell Farm vereinigen sich die drei Flüsse dann zum Greenholme Beck, der in östlicher Richtung fließt und östlich der Siedlung Water Yeat in den River Crake mündet.